# Valtu-Nurme
Valtu-Nurme – wieś w Estonii, prowincji Rapla, w gminie Kehtna.